# Frontera entre l'Afganistan i el Turkmenistan
La frontera entre l'Afganistan i el Turkmenistan és la frontera de 744 kilòmetres en sentit nord-est-sud-oest que separa el sud-oest del Turkmenistan (províncies de Mary i Lebap) del nord-est de l'Afganistan (províncies de Herat, Badghis, Faryab i Jowzjan). Al nord-est forma el trifini entre el Turkmenistan, l'Afganistan i Uzbekistan, per on passa el riu Amudarià, regió dels uzbeks de l'Afganistan. Al sud-est forma el trifini entre l'Afganistan, el Turkmenistan i l'Iran, regió dels paixtus afganesos.
La frontera es va formar amb la història recent d'ambdues nacions. L'Afganistan fou una monarquia sota tutela britànica fins que es va independitzar definitivament el 1919, mentre que el Turkmenistan fou incorporat al Turquestan de l'Imperi Rus en 1869. Arran la revolució soviètica es va conformar com a República Socialista Soviètica del Turkmenistan, que el 1924 es va incorporar a la Unió Soviètica. En 1990 es va proclamar independent.